# Duca di Marchena

Duca di Marchena è un titolo nobiliare creato da re Alfonso XII di Spagna in favore di Francesco Maria di Borbone-Spagna, bisnipote di re Carlo III di Spagna. Fa riferimento al municipio andaluso di Marchena, nella provincia di Siviglia. Il titolo comporta la Grandezza di Spagna.
Don Francesco Maria di Borbone (1861-1923) era figlio primogenito dell'Infante di Spagna Sebastiano di Borbone-Spagna, lontano cugino del sovrano. La prole di questi non ebbe il trattamento di Infante, ma solo un titolo ducale: dei cinque figli maschi uno fu Duca di Ansola, uno Duca di Dúrcal, uno di Marchena, uno morì giovane e uno rifiutò ogni titolo e visse appartato dal mondo nobiliare.
L'attuale duca di Marchena è don Juan Jacobo Walford Hawkins (n.1941), terzo figlio di donna María Cristina di Borbone. L'erede ne è la sorella, Maria Cecilia Walford Hawkins, IV duchessa di Ansola.

## Duchi di Marchena
- Francesco Maria di Borbone-Spagna (1861-1923)
- Maria Cristina Francisca de Asís (1889-1981), figlia del precedente
- Juan Jorge Walford (1912-1999), figlio della precedente
- Juan Jacobo Walford Hawkins (1941-...), figlio del precedente